# Liste der Bodendenkmäler in Pähl
Auf dieser Seite sind die Bodendenkmäler in der oberbayerischen Gemeinde Pähl zusammengestellt. Diese Tabelle ist eine Teilliste der Liste der Bodendenkmäler in Bayern. Grundlage ist die Bayerische Denkmalliste, die auf Basis des Bayerischen Denkmalschutzgesetzes vom 1. Oktober 1973 erstmals erstellt wurde und seither durch das Bayerische Landesamt für Denkmalpflege geführt wird. Die folgenden Angaben ersetzen nicht die rechtsverbindliche Auskunft der Denkmalschutzbehörde.

## Bodendenkmäler der Gemeinde

### Bodendenkmäler in der Gemarkung Fischen a.Ammersee
| Lage                                       | Objekt | Akten-Nr.     | Bild           |
| ------------------------------------------ | --- | ------------- | -------------- |
| Fischen a.Ammersee (Standort)              | Straße der römischen Kaiserzeit (Teilstück der Trasse Gauting-Kempten). Siehe auch: Römische Kaiserzeit                                                                                           | D-1-8032-0041 |                |
| Fischen a.Ammersee (Standort)              | Burgstall des späten Mittelalters. Siehe auch: Burgstall, Mittelalter, Turmhügel Mitterfischen | D-1-8032-0052 |                |
| Fischen a.Ammersee (Standort)              | Villa rustica der römischen Kaiserzeit. Siehe auch: Villa rustica | D-1-8032-0053 |                |
| Fischen a.Ammersee (Standort)              | Verebneter Grabhügel vorgeschichtlicher Zeitstellung. Siehe auch: Hügelgrab | D-1-8032-0060 |                |
| Fischen a.Ammersee (Standort)              | Körpergräber des frühen Mittelalters. Siehe auch: Körpergrab | D-1-8032-0061 |                |
| Fischen a.Ammersee (Standort)              | Grabhügel vorgeschichtlicher Zeitstellung. | D-1-8032-0062 |                |
| Fischen a.Ammersee Kirchenweg 2 (Standort) | Untertägige spätmittelalterliche und frühneuzeitliche Befunde im Bereich der Katholischen Filialkirche St. Pankratius in Mitterfischen. Siehe auch: St. Pankratius (Mitterfischen), Mitterfischen | D-1-8032-0157 | weitere Bilder |
| Fischen a.Ammersee (Standort)              | Grabhügel mit Bestattungen der Bronzezeit, der Hallstattzeit und der römischen Kaiserzeit. | D-1-8033-0012 |                |
| Fischen a.Ammersee (Standort)              | Grabhügel vorgeschichtlicher Zeitstellung. | D-1-8033-0020 |                |
| Fischen a.Ammersee (Standort)              | Verebnete Grabhügel vorgeschichtlicher Zeitstellung. | D-1-8033-0139 |                |
| Fischen a.Ammersee (Standort)              | Straße der römischen Kaiserzeit (Teilstück der Trasse Gauting-Kempten). | D-1-8033-0196 |                |
| Fischen a.Ammersee (Standort)              | Grabhügel mit Bestattungen der frühen Latènezeit. | D-1-8033-0206 |                |
| Fischen a.Ammersee (Standort)              | Grabhügel vorgeschichtlicher Zeitstellung. | D-1-8033-0207 |                |

### Bodendenkmäler in der Gemarkung Machtlfing
| Lage                  | Objekt                                                                                     | Akten-Nr.     | Bild |
| --------------------- | ------------------------------------------------------------------------------------------ | ------------- | ---- |
| Machtlfing (Standort) | Grabhügel mit Bestattungen der Bronzezeit, der Hallstattzeit und der römischen Kaiserzeit. | D-1-8033-0037 |      |

### Bodendenkmäler in der Gemarkung Pähl
| Lage                             | Objekt | Akten-Nr.     | Bild           |
| -------------------------------- | --- | ------------- | -------------- |
| Pähl (Standort)                  | Straße der römischen Kaiserzeit (Teilstück der Trasse Gauting-Kempten). | D-1-8032-0042 |                |
| Pähl (Standort)                  | Grabhügel mit Bestattungen der Bronzezeit, der Hallstattzeit, der frühen Latènezeit und der späten römischen Kaiserzeit. Siehe auch: Bronzezeit, Hallstattzeit, Latènezeit            | D-1-8032-0064 |                |
| Pähl (Standort)                  | Grabhügel mit Bestattungen der Bronzezeit, der Hallstattzeit und der Latènezeit. | D-1-8032-0066 |                |
| Pähl (Standort)                  | Grabhügel mit Bestattungen der Hallstattzeit und der frühen Latènezeit. | D-1-8032-0067 |                |
| Pähl (Standort)                  | Reihengräberfeld des frühen Mittelalters. Siehe auch: Reihengrab | D-1-8033-0005 |                |
| Pähl (Standort)                  | Körpergräber des frühen Mittelalters. | D-1-8033-0006 |                |
| Pähl (Standort)                  | Brandgräber der römischen Kaiserzeit. Siehe auch: Brandgrab | D-1-8033-0007 |                |
| Pähl (Standort)                  | Körpergräber der späten römischen Kaiserzeit. | D-1-8033-0008 |                |
| Pähl (Standort)                  | Reihengräberfeld des frühen Mittelalters. | D-1-8033-0009 |                |
| Pähl (Standort)                  | Burgstall des Mittelalters und der frühen Neuzeit (Hochschloss Pähl). Siehe auch: Hochschloss Pähl                                                                                    | D-1-8033-0011 |                |
| Pähl (Standort)                  | Grabhügel mit Bestattungen der Bronzezeit. | D-1-8033-0014 |                |
| Pähl (Standort)                  | Grabhügel mit Bestattungen der Bronzezeit. | D-1-8033-0015 |                |
| Pähl (Standort)                  | Grabhügel mit Bestattungen der Hallstattzeit und der römischen Kaiserzeit. | D-1-8033-0016 |                |
| Pähl (Standort)                  | Grabhügel mit Bestattungen der Bronzezeit. | D-1-8033-0018 |                |
| Pähl (Standort)                  | Verebnete Grabhügel vorgeschichtlicher Zeitstellung. | D-1-8033-0019 |                |
| Pähl Kirchstraße 4 a (Standort)  | Untertägige mittelalterliche und frühneuzeitliche Befunde im Bereich der Katholischen Pfarrkirche St. Laurentius in Pähl und ihrer Vorgängerbauten. Siehe auch: St. Laurentius (Pähl) | D-1-8033-0197 | weitere Bilder |
| Pähl Ammerseestraße 6 (Standort) | Untertägige frühneuzeitliche Befunde im Bereich des Unteren Schlosses in Pähl mit zugehörigem Wirtschaftshof und ehemalige barocken Gartenanlagen. Siehe auch: Unteres Schloss (Pähl) | D-1-8033-0198 | weitere Bilder |
| Pähl (Standort)                  | Untertägige mittelalterliche und frühneuzeitliche Befunde im Bereich der Katholischen Kirche St. Ulrich in Kerschlach. Siehe auch: Kerschlach                                         | D-1-8033-0201 | weitere Bilder |

### Bodendenkmäler in der Gemarkung Wielenbach
| Lage                  | Objekt                           | Akten-Nr.     | Bild |
| --------------------- | -------------------------------- | ------------- | ---- |
| Wielenbach (Standort) | Straße der römischen Kaiserzeit. | D-1-8133-0015 |      |